# Classe Visby (cacciatorpediniere)
La classe Visby fu una classe di cacciatorpediniere della Svenska marinen, composta da quattro unità entrate in servizio tra il 1943 e il 1944.
I Visby erano stati ordinati nell'ambito del piano di espansione della Marina svedese durante il periodo della seconda guerra mondiale, e nel corso del conflitto furono attivamente impiegati per far rispettare la neutralità della nazione; nel 1965 le unità furono riclassificate come fregate, servendo poi fino alla loro radiazione nei primi anni 1980.

## Il progetto
Dopo lo scoppio del secondo conflitto mondiale le forze armate svedesi avviarono un inteso programma di riarmo e nel 1941, come parte di questi piani, il governo di Stoccolma ordinò la costruzione di quattro nuovi cacciatorpediniere, anche come rimpiazzo per tre unità simili affondate a seguito di un incidente alla base navale di Hårsfjärden il 17 settembre di quell'anno; la nuova classe sarebbe stata basata sul progetto delle precedenti unità classe Göteborg, con due unità ordinate ai cantieri della ditta Götaverken e altre due alla Eriksbergs Mekaniska Verkstad, entrambe con sede a Göteborg.
Lo scafo dei Visby era più lungo dei precedenti Göteborg, misurando in lunghezza 95 metri tra le parallele e 98 metri fuori tutto, per una larghezza di 9 metri e un pescaggio di 3,8 metri; il dislocamento standard ammontava a 1.135 tonnellate, cifra che saliva a 1.320 tonnellate con la nave a pieno carico. Come per i Göteborg, anche le sovrastrutture dei Visby furono realizzate con leghe metalliche leggere onde risparmiare peso. L'apparato motore era composto da due turbine a vapore de Laval con due alberi motore, alimentate da tre caldaie a tubi d'acqua e con una potenza di 36.000 shp (27.000 kW). La velocità massima raggiungibile ammontava a 39 nodi (75 km/h).
L'armamento principale era identico a quello dei Göteborg, con tre cannoni M/24 della Bofors in calibro 120 mm in torrette singole, ma con una migliore collocazione: uno dei pezzi era montato a prua, uno a poppa e uno collocato, invece che in mezzo ai fumaioli come nei precedenti cacciatorpediniere svedesi, su una piazzola sopraelevata spostata verso poppa in modo da poter sparare al di sopra del pezzo di poppa, con conseguente miglior campo di tiro. L'armamento antiaereo fu potenziato, consistendo in quattro cannoni Bofors 40 mm collocati in un impianto binata a centro nave e due impianti singoli lungo le fiancate più verso prua, cui si aggiunse una serie di mitragliere da 20 mm sempre della Bofors (due, tre o quattro pezzi a seconda delle fonti). L'armamento silurante verteva su due impianti tripli di tubi lanciasiluri da 533 mm; completavano l'armamento quattro lanciatori per bombe di profondità e le attrezzature per il trasporto e rilascio di 20 mine navali.

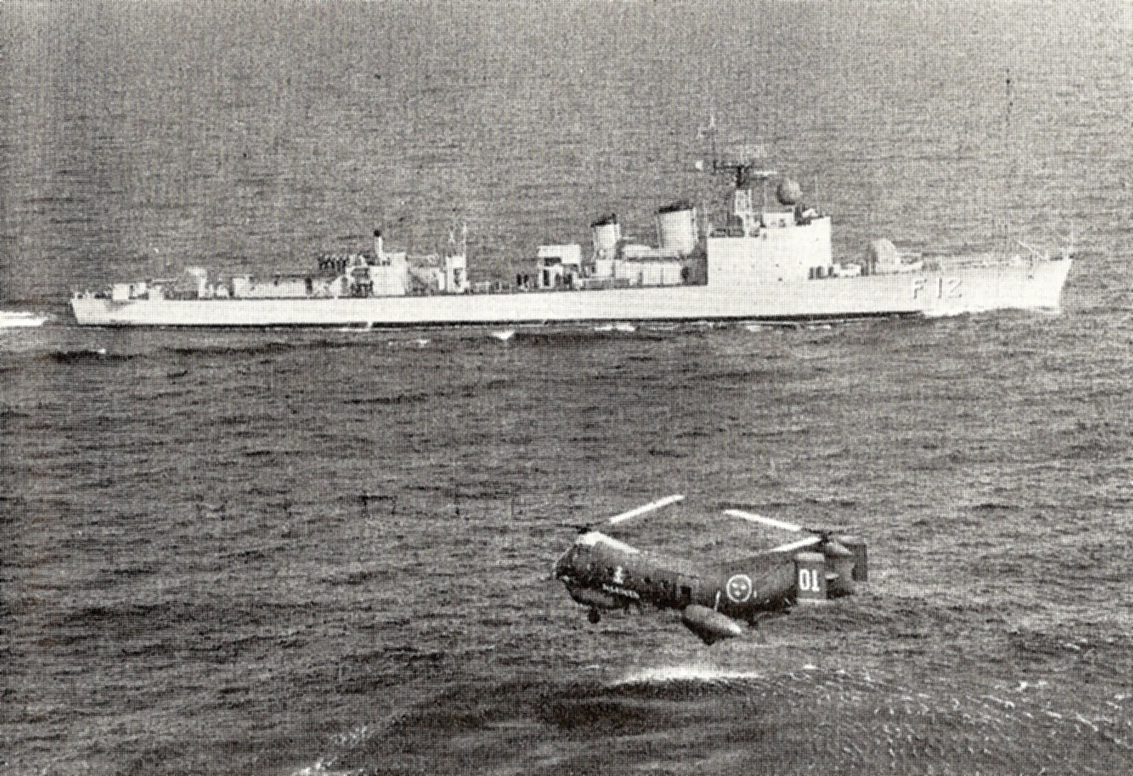
Il Sundsvall in esercitazione con un elicottero Piasecki H-21 nel 1968

Tra il 1957 e il 1959 due unità (Hälsingborg e Kalmar) furono modificate rimuovendo l'impianto lanciasiluri anteriore e rimpiazzando quello posteriore con un nuovo impianto quintuplo. A partire dal 1964, invece, le altre due unità (Visby e Sundvall) furono sottoposte a estesi lavori di ricostruzione e riarmo: al loro rientro in servizio il 14 ottobre 1966, l'armamento di artiglieria delle due navi fu ridotto a due cannoni antiaerei Bofors da 57 mm in torrette singole all'estrema prua e poppa, con un impianto quadruplo di razzi anti-sommergibili da 375 mm al posto di tubi lanciasiluri oltre a un nuovo impianto radar e a un ponte più ampio in modo da ospitare una piazzola d'atterraggio per un elicottero.
Tutte e quattro le unità furono riclassificate come fregate a partire dal 1º gennaio 1965.

## Unità
| Nome            | Costruttore | Impostazione     | Varo            | Entrata in servizio | Destino finale                                                |
| --------------- | ----------- | ---------------- | --------------- | ------------------- | ------------------------------------------------------------- |
| HMS Visby       | Götaverken  | 29 aprile 1942   | 16 ottobre 1942 | 10 agosto 1943      | Radiato il 1º luglio 1982 e avviato alla demolizione          |
| HMS Sundsvall   | Eriksberg   | 1942             | 20 ottobre 1942 | 17 settembre 1943   | Radiato il 1º luglio 1982 e avviato alla demolizione nel 1985 |
| HMS Hälsingborg | Götaverken  | 1942             | 23 marzo 1943   | 30 novembre 1943    | Radiato il 1º luglio 1978 e avviato alla demolizione nel 1979 |
| HMS Kalmar      | Eriksberg   | 16 novembre 1942 | 20 luglio 1943  | 2 febbraio 1944     | Radiato il 1º luglio 1978, usato come nave bersaglio          |